# Manhunt: Unabomber
Manhunt: Unabomber är en amerikansk miniserie. Serien är en dramatisering av FBIs jakt på terroristen Unabombaren. Serien hade premiär på Discovery Channel i USA 1 augusti 2017.

## Rollista
- Sam Worthington – Jim Fitzgerald
- Paul Bettany – Ted Kaczynski
- Jeremy Bobb – Stan Cole
- Keisha Castle-Hughes – Tabby Milgrim
- Lynn Collins – Natalie Rogers
- Brían F. O'Byrne – Frank McAlpine
- Elizabeth Reaser – Ellie Fitzgerald
- Ben Weber – Andy Genelli
- Chris Noth – Don Ackerman